# Unaksan
Unaksan (koreanska: 운악산) eller Hyeondeungsan (koreanska: 현등산) är ett berg i Sydkorea.   Det ligger i provinsen Gyeonggi, i den norra delen av landet, 50 km nordost om huvudstaden Seoul. Toppen på Unaksan är 936 meter över havet, eller 624 meter över den omgivande terrängen. Bredden vid basen är 14,4 km.
Terrängen runt Unaksan är huvudsakligen kuperad. Runt Unaksan är det ganska tätbefolkat, med 67 invånare per kvadratkilometer. Närmaste större samhälle är Gapyeong, 17,0 km öster om Unaksan. I omgivningarna runt Unaksan växer i huvudsak blandskog.